# Nagyobb terjedelmű magyar nyelvű könyvek listája

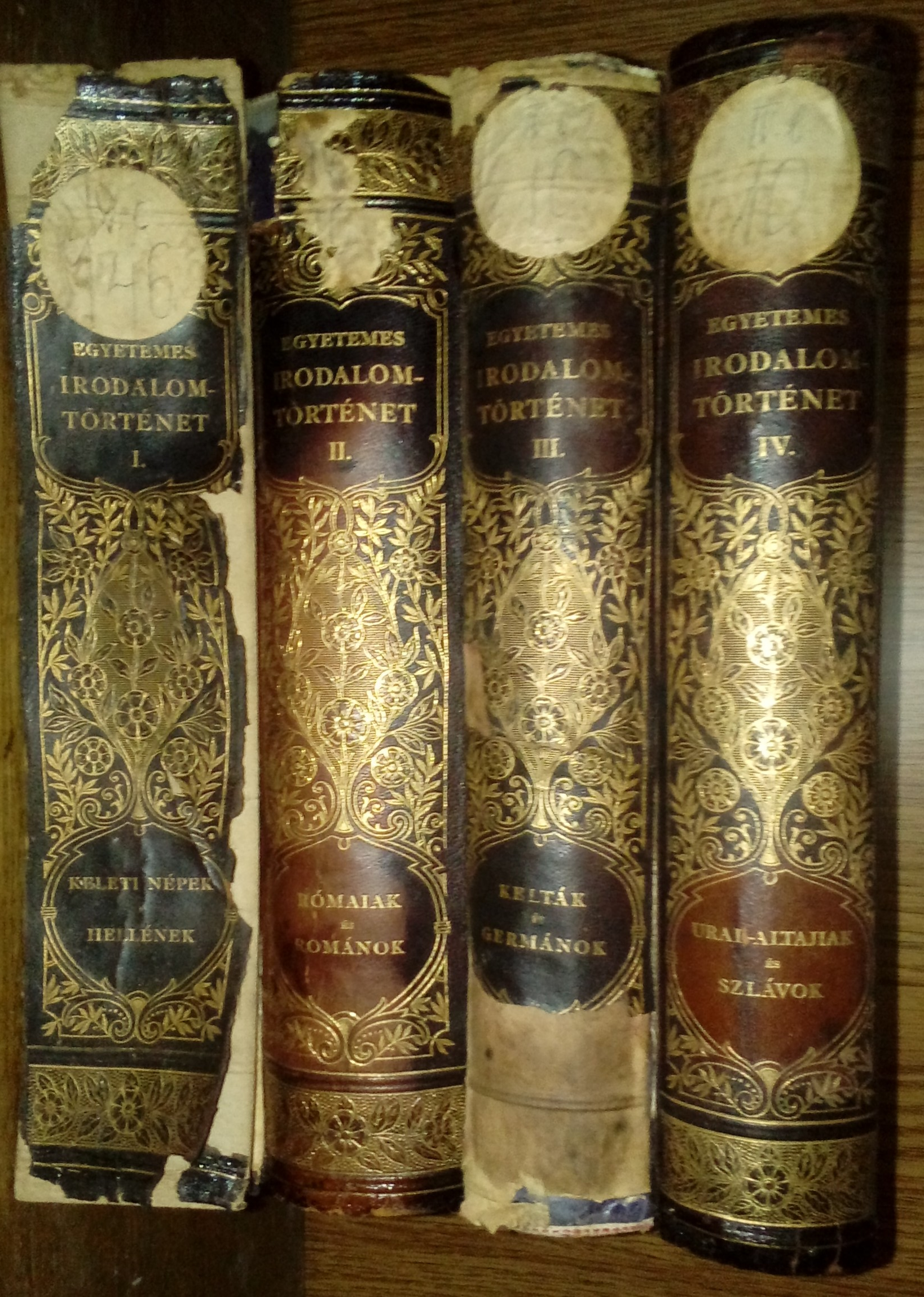
A Heinrich Gusztáv által szerkesztett Egyetemes irodalomtörténet (1903–1911) kötetei

Az alábbi lista a nagyobb terjedelmű magyar nyelvű könyveket szedi listába, a következő kritériumok figyelembevételével:
- az adott mű eléri az 1000 nyomtatott oldalt (tekintet nélkül a kötetszámra, a lapok fizikai méretére), de megjegyzendő, hogy oldalszámok tekintetében a különböző adatbázisokban kisebb eltérések adódhatnak;
- Magyarországon magyar nyelven megjelent eredeti és fordított munkák;[1]
- nyomtatásban, könyvforgalomban megjelent művek (azaz kéziratos munkák nélkül).

A lista a magyar irodalom középkori kezdeteitől napjainkig megjelent több millió könyv, és ezek adatainak esetleges elérhetőségi problémái miatt nem tekinthető teljesnek. A lista könyvsorozatokat nem tartalmaz, azok a magyar könyvsorozatok listája című lapon találhatóak.

## 1000 oldalszám feletti könyvek listája
| Terjedelem (oldal)                                                | Szerző | Cím | Kötetszám    | Kiadó | Megjelenési hely     | Megjelenési idő  | Forrás, megjegyzés |
| ----------------------------------------------------------------- | --- | --- | ------------ | --- | -------------------- | ---------------- | --- |
| 17 880                                                            | Weisz Ker. János | Világtörténet | 22 kötet     | magánkiadás | Temesvár             | 1896–1905        | Máig a létező legterjedelmesebb magyar nyelvű világtörténet, és valószínűleg a legterjedelmesebb magyar nyelvű könyv.                                                                   |
| 17 486                                                            | szerk. Révai Mór János, Varjú Elemér | Révai nagy lexikona | 19+2 kötet   | Révai Testvérek | Budapest             | 1911–1935        | Valószínűleg a legterjedelmesebb, magyar szerzők által írt könyv. |
| 17 475                                                            | több szerző | Magyar nagylexikon | 19 kötet     | Akadémiai Kiadó | Budapest             | 2004             | |
| 17 324                                                            | szerk. Kollega Tarsoly István | Révai új lexikona | 19 kötet     | Babits Kiadó | Szekszárd            | 2008             | |
| 16 744                                                            | több szerző | A Pallas nagy lexikona | 16+2 kötet   | Pallas Irodalmi és Nyomdai Rt. | Budapest             | 1893–1900        | |
| 15 742                                                            | főszerk. Király István és Szerdahelyi István                                                                                               | Világirodalmi lexikon | 19 kötet     | Akadémiai Kiadó | Budapest             | 1970–1996        | |
| 16 685                                                            | szerk. Dr. Diós István és dr. Viczián János                                                                                                | Magyar katolikus lexikon | 17 kötet     | Szent István Társulat | Budapest             | 1993–2014        | , Archiválva 2021. január 21-i dátummal a Wayback Machine-ben, Archiválva 2021. január 26-i dátummal a Wayback Machine-ben, Archiválva 2021. január 26-i dátummal a Wayback Machine-ben |
| 15 318                                                            | több szerző | Britannica Hungarica Világenciklopédia | 20 kötet     | Lexikon Kiadó | Budapest             | 2009             | |
| 12 943                                                            | Cantu Caesar | Világtörténelem | 15 + 2 kötet | Szent István Társulat | Eger                 | 1856–1876        | [ 2 ] |
| 12 570                                                            | több szerző | Az Osztrák–Magyar Monarchia Írásban és Képben | 21 kötet     | Magyar Királyi Államnyomda | Budapest             | 1887–1901        | [ 3 ] |
| 11 701                                                            | szerk. Borovszky Samu | Magyarország vármegyéi és városai | 25 kötet     | Országos Monografia Társaság | Budapest             | 1896–1914        | 5 kötet adatai nem ismertek. |
| 11 381                                                            | (szerk.) Andics Erzsébet – Elekes Lajos – Pach Zsigmond Pál – Székely György                                                               | Magyarország története | 8 kötet      | Akadémiai Kiadó | Budapest             | 1976–1985        | |
| 11 122                                                            | szerk.: Sörös Pongrác | A Pannonhalmi Szent-Benedek-Rend története | 12 kötet     | Stephaneum | Budapest             | 1902–1912        | , |
| 9494                                                              | (szerk.) Somogyi Ede | Magyar lexikon | 16 kötet     | Rautmann Frigyes Kiadása, Wilckens és Waidl Kiadóhivatala, Gerő Lajos Kiadóhivatala, majd a Pallas Irodalmi és Nyomdai Részvénytársaság | Budapest             | 1879–1885        | |
| 8546 + I-II., VII-XIII., XV-XIX.                                  | Gulyás Pál | Magyar írók élete és munkái – új sorozat | 19 kötet     | Magyar Könyvtárosok és Levéltárosok Egyesülete, majd az 1990-es évektől Argumentum Kiadó                                                | Budapest             | 1939–2002        | Hasábszámozást alkalmaz. Ennek fele az oldalszám. Kb. 1/3-a még kéziratban van. Valószínűleg a legterjedelmesebb, egyetlen, magyar szerző által írt magyar nyelvű könyv.                |
| 8231                                                              | több szerző | Ismerettár | 10 kötet     | Heckenast Gusztáv kiadása | Pest                 | 1858–1864        | |
| 7955                                                              | szerk. J. P. Francev | Világtörténet | 10 kötet     | Kossuth Könyvkiadó | Budapest             | 1962–1966        | |
| 7802                                                              | szerk. Marczali Henrik | Nagy képes világtörténet | 12 kötet     | Franklin-Társulat Magyar Irod. Intézet és Könyvnyomda–Révai Testvérek Irodalmi Intézet Részvénytársaság                                 | Budapest             | 1898–1905        | |
| 7756                                                              | szerk. Markó László | Új magyar életrajzi lexikon | 6 kötet      | Helikon Kiadó | Budapest             | 2001–2007        | |
| 7722                                                              | több szerző | Közhasznú Esmeretek Tára | 12 kötet     | Wigand Ottó kiadása | Pest                 | 1831–1834        | |
| 7560                                                              | (szerk.) Dr. Kocsis Bernát – Bedő László                                                                                                   | A második világháború története | 12 kötet     | Zrínyi Katonai Kiadó | Budapest             | 1976–1984        | |
| 7436                                                              | több szerző | A magyar irodalomtörténet bibliográfiája | 10 kötet     | Akadémiai Kiadó-Argumentum Kiadó | Budapest             | 1972–2013        | |
| 7280                                                              | Brehm Alfréd | Az állatok világa | 10 kötet     | Légrády Testvérek | Budapest             | 1901–1907        | |
| 7243                                                              | | Magyar néprajz („nyolckötetes Magyar néprajz”) | 8 kötet      | Akadémiai Kiadó Zrt. | Budapest             | 1988–2011        | |
| 7232                                                              | (szerk.) Matlekovits Sándor | Magyarország közgazdasági és közművelődési állapota ezeréves fennállásakor és az 1896. évi ezredéves kiállítás eredménye                                             | 9 kötet      | Pesti könyvnyomda Rt. | Budapest             | 1897–1898        | |
| 7108                                                              | Pintér Jenő | A magyar irodalom története: tudományos rendszerezés | 8 kötet      | n. a. | Budapest             | 1930–1941        | |
| 6891                                                              | Máriássy Béla | A magyar törvényhozás és Magyarország történelme | 18 kötet     | szerzői kiadás | Budapest–Győr        | 1884–1893        | |
| 6888                                                              | Pezenhoffer Antal | A magyar nemzet történelme (a mohácsi vésztől napjainkig). A Katolikus Egyház és a Habsburg-ház történelmi szerepe. Történelmi apologetika                           | 13 kötet     | Béke és Igazság Pilisszentléleki Modell Alapítvány Út, Igazság, Élet Kiadója                                                            | Pilisszentlélek      | 1993–2006        | |
| 6818                                                              | Nagy Iván | Magyarország családai czimerekkel és nemzékrendi táblákkal | 12 kötet     | Ráth Mór kiadása | Pest                 | 1857–1868        | |
| 6744                                                              | szerk. Süle Antal | A világháború képes krónikája | 9 kötet      | Révai Kiadás | Budapest             | 1916             | |
| 6711,                                                             | szerk. Ribáry Ferenc, Molnár Antal, Marczali Henrik                                                                                        | Világtörténelem | 8+1 kötet    | Mehner Vilmos kiadása | Budapest             | 1879–1892        | |
| 6611                                                              | (szerk.) Szilágyi Sándor | A magyar nemzet története | 10 kötet     | Athenaeum Irodalmi és Nyomdai Részvénytársulat                                                                                          | Budapest             | 1894–1898        | |
| 6508,                                                             | szerk. Dr. Bókay Árpád - Dr. Kétli Károly - Dr. Korányi Frigyes                                                                            | A belgyógyászat kézikönyve | 6 kötet      | Magyar Orvosi Könyvkiadó Társulat Főbizományos Eggenberger-féle Könyvkereskedés (Rényi Károly)                                          | Budapest             | 1894–1899        | A A Magyar Orvosi Könyvkiadó Társulat Könyvtára című sorozatban jelent meg. |
| 6492                                                              | több szerző | A világháború 1914–1918. Különös tekintettel Magyarországra és a magyar csapatok szereplésére                                                                        | 10 kötet     | Magyar Királyi Hadilevéltár | Budapest             | 1928–1942        | |
| 6359                                                              | több szerző | Tolnai új világlexikona | 18+2 kötet   | Tolnai Nyomdai Műintézet és Kiadóvállalat Rt.                                                                                           | Budapest             | 1926–1933        | |
| 6256                                                              | több szerző | Uj Idők lexikona | 24 kötet     | Singer és Wolfner Irodalmi Intézet Rt.                                                                                                  | Budapest             | 1936–1942        | |
| 6115                                                              | főszerk. Erdey-Grúz Tibor | Természettudományi lexikon | 7 kötet      | Akadémiai Kiadó | Budapest             | 1964–1976        | |
| 5867                                                              | Wenzel Gusztáv | Árpádkori Új Okmánytár | 12 kötet     | Magyar Tudományos Akadémia | Pest?                | 1860–1874        | |
| 5656                                                              | szerk. Márkus Dezső | Magyar jogi lexikon | 6 kötet      | Pallas Irodalmi és Nyomdai Részvénytársaság                                                                                             | Budapest             | 1898–1907        | |
| 5607                                                              | Holzwarth F. J. | Világtörténet | 9 kötet      | Szabó Ferenc kiadása | Temesvár             | 1887–1892        | |
| 5563                                                              | József főherceg | A világháború amilyennek én láttam | 7 kötet      | Magyar Tudományos Akadémia | Budapest             | 1934             | |
| 5444                                                              | Kempelen Béla | Magyar nemes családok | 11 kötet     | Grill Károly Könyvkiadóvállalata | Budapest             | 1911–1932        | |
| 5279                                                              | több szerző | Tolnai világlexikona | 8 kötet      | Tolnai Nyomdai Műintézet és Kiadóvállalat Rt.                                                                                           | Budapest             | 1912–1919        | Csonka maradt. |
| 5238                                                              | Szinnyei József | Magyar írók élete és munkái | 14 kötet     | Hornyánszky Viktor akadémiai könyv- kereskedése                                                                                         | Budapest             | 1891–1914        | A mű hasábszámozásokat kapott, azt kettővel osztva kapható meg az oldalszám. |
| 5136 Archiválva 2022. március 9-i dátummal a Wayback Machine-ben  | több szerző | Magyar könyvészet 1921-1944 | 7+1 kötet    | Országos Széchenyi Könyvtár | Budapest             | 1980–1992        | A 3. kötethez tartozik egy „3/A” kötet is. |
| 5019                                                              | több szerző | Egyetemes magyar encyclopaedia | 12 kötet     | Szent István Társulat | Budapest             | 1859–1876        | Hasábszámozást alkalmaz. |
| 4767                                                              | (szerk.) Sőtér István | A magyar irodalom története | 6 kötet      | Akadémiai Kiadó | Budapest             | 1964–1966        | |
| 4741,                                                             | több szerző | Új magyar lexikon | 6+2 kötet    | Akadémiai Kiadó | Budapest             | 1960–1981        | |
| 4706                                                              | Teleki József | Hunyadiak kora Magyarországon | 6 kötet      | Emich Gusztáv kiadása | Pest                 | 1852–1863        | Folytatása a Csánki Dezső-féle Magyarország történelmi földrajza a Hunyadiak korában.                                                                                                   |
| 4676                                                              | Horváth Mihály | A magyarok története | 8 kötet      | Heckenast Gusztáv | Pest                 | 1871–1873        | 3. kiadás |
| 4591                                                              | szerk. Gerő László, Dr. Bud János, Dr. Czettler Jenő, Szterényi József báró, Dr. Korányi Frigyes báró, Dr. Fodor Ferenc, és Dr. Teleki Pál | Közgazdasági enciklopédia | 4 kötet      | Athenaeum Irodalmi és Nyomdai Rt. | Budapest             | 1929             | |
| 4483                                                              | több szerző | Budapest történetének bibliográfiája | 7 kötet      | Fővárosi Szabó Ervin Könyvtár | Budapest             | 1974             | |
| 4418                                                              | több szerző | Orvosi lexikon | 4 kötet      | Akadémiai Kiadó | Budapest             | 1967–1973        | |
| 4413                                                              | Szladits Károly | Magyar magánjog | 6 kötet      | Grill Károly Könyvkiadó | Budapest             | 1939–1942        | |
| 4409                                                              | Dóczy József | Európa tekintete jelenvaló természeti, miveleti és kormányi állapotjában                                                                                             | 12 kötet     | Haykul Antal | Bécs                 | 1829–1831        | |
| 4277                                                              | Professor Dr. Ref. T Hans Petzsch | Urania Állat- és Növényvilág | 8 kötet      | Gondolat Kiadó | Budapest             | 1982             | |
| 4261,                                                             | több szerző | Régi Magyarországi Nyomtatványok | 4 kötet      | Akadémiai Kiadó-Bibliotheca Nationalis Hungariae                                                                                        | Budapest             | 1971–(2012)      | A mű még nem készült el. (2021) |
| 4245                                                              | szerk. Mangold Lajos, Horváth Cyril | Tolnai Világtörténelme | 10 kötet     | Magyar Kereskedelmi Közlöny Hírlap és Könyvkiadó Vállalat                                                                               | Budapest             | 1908–1912        | |
| 4147                                                              | több szerző | A magyar bélyegek monográfiája | 6 kötet      | Közlekedési Dokumentációs Vállalat | Budapest             | 1965–1973        | |
| 4130                                                              | több szerző | A természet világa | 10 kötet     | Királyi Magyar Természettudományi Társulat                                                                                              | Budapest             | 1938–1942        | |
| 4047                                                              | több szerző | A gyakorló orvos enciklopédiája | 4 kötet      | Medicina Könyvkiadó | Budapest             | 1977             | |
| 4031                                                              | főszerk.: Kenyeres Ágnes | Magyar életrajzi lexikon | 2+2 kötet    | Akadémiai Kiadó | Budapest             | 1967–1994        | |
| 4020                                                              | több szerző | Ujabb kori ismeretek tára | 6 kötet      | Heckenast Gusztáv kiadása | Pest                 | 1850–1855        | |
| 3984                                                              | több szerző | A filozófia története | 7 kötet      | Gondolat Könyvkiadó | Budapest             | 1970             | |
| 3968                                                              | több szerző | Új lexikon | 6 kötet      | Dante Könyvkiadó – Pantheon Irodalmi Intézet                                                                                            | Budapest             | 1936             | |
| 3825                                                              | szerk. Endrei Zalán | A világ történelme | 6 kötet      | «Globus» Műintézet és Kiadóvállalat R.-T.                                                                                               | Budapest             | 1906–1912        | |
| 3730                                                              | Csánki Dezső–Fekete Nagy Antal | Magyarország történelmi földrajza a Hunyadiak korában | 5 kötet      | ? | Budapest             | 1890–1941        | A mű a Teleki József-féle Hunyadiak kora Magyarországon műhöz tartozik. |
| 3721                                                              | Heinrich Graetz | A zsidók egyetemes története | 6 kötet      | Phönix Irodalmi Részvénytársaság | Budapest             | 1906–1908        | |
| 3620                                                              | Cholnoky Jenő | A Föld és élete | 6 kötet      | Franklin Irodalmi és Nyomdai Rt. | Budapest             | 1930             | |
| 3570                                                              | több szerző | Magyar néprajzi lexikon | 5 kötet      | Akadémiai Kiadó | Budapest             | 1982             | |
| 3422                                                              | Szendrei János | Miskolcz város története és egyetemes helyirata | 5 kötet      | Kiadja Miskolc város közönsége | Miskolc              | 1886–1911        | |
| 3359                                                              | Mindszenthy Sámuel | Ladvocat apáturnak … historiai dictionariuma | 6 kötet      | Weinmüller Bálint | Komárom              | 1795–1797        | |
| 3338                                                              | szerk.: Kiszely István | A Föld népei | 5 kötet      | Gondolat Könyvkiadó | Budapest             | 1979–2005        | |
| 3312                                                              | szerk.: Domanovszky Sándor | Magyar művelődéstörténet | 5 kötet      | Magyar Történelmi Társulat | Budapest             | 1939–1942        | |
| 3305                                                              | (szerk.) Hóman Bálint – Szekfű Gyula | Magyar történet | 8 kötet      | Királyi Magyar Egyetemi Nyomda | Budapest             | 1928             | Az 1930-as évekbeli újabb kiadásakor 5 kötetben jelent meg. |
| 3289,                                                             | Szabó Károly, Hellebrant Árpád | Régi magyar könyvtár | 4 kötet      | Magyar Tudományos Akadémia | Budapest             | 1879–1898        | |
| 3284                                                              | több szerző | Gutenberg nagy lexikon | 10 kötet     | A Nagy Lexikon Kiadóhivatala | Budapest             | 1931–1932        | Csonka sorozat. |
| 3266                                                              | több szerző | Magyarország a XX. században | 5 kötet      | Babits Kiadó | Budapest             | 1996             | |
| 3252                                                              | több szerző | Magyar Larousse Enciklopédia | 3 kötet      | Librairie Larousse-Akadémiai Kiadó | Budapest             | 1991–1994        | |
| 3236                                                              | több szerző | Magyar könyvészet 1945-1960 | 5 kötet      | Országos Széchényi Könyvtár | Budapest             | 1965–1968        | |
| 3174                                                              | főszerk. Polinszky Károly | Műszaki lexikon | 4 kötet      | Akadémiai Kiadó | Budapest             | 1970–1978        | |
| 3158                                                              | Petrik Géza | Magyarország bibliographiája 1712-1860 | 4 kötet      | Dobrovszky Ágost | Budapest             | 1888–1897        | Később még 5 kötet készült hozzá kiegészítésként. |
| 3083                                                              | (szerk.) Heinrich Gusztáv | Egyetemes irodalomtörténet | 4 kötet      | Franklin Társulat | Budapest             | 1903–1911        | |
| 3065                                                              | több szerző | Művészeti lexikon | 4 kötet      | Akadémiai Kiadó | Budapest             | 1965–1968        | |
| 3031                                                              | György Aladár | A föld és népei | 5 kötet      | Franklin Társulat Magyar Irodalmi Intézet és Könyvnyomda Rt.                                                                            | Budapest             | 1904–1906        | |
| 3024                                                              | szerk. Bagossy László | Encyclopaedia Hungarica | 4 kötet      | Hungarian Ethnic Lexicon Foundation | Calgary              | 1998             | |
| 3001                                                              | Curtius Ernő | A görögök története | 6 kötet      | A Magyar Tudományos Akadémia Könyvkiadó-Hivatala                                                                                        | Budapest             | 1875–1880        | |
| 2992                                                              | Szalay László | Magyarország története | 6 kötet      | Lauffer Vilmos | Pest                 | 1860–1866        | 2. kiadás |
| 2952                                                              | több szerző | A Franklin kézi lexikona | 3 kötet      | Franklin Irodalmi és Nyomdai Rt. | Budapest             | 1911–1912        | |
| 2957                                                              | (szerk.) Gerevich László | Budapest története | 5 kötet      | Akadémiai Kiadó | Budapest             | 1970–1980        | |
| 2905                                                              | Renan Ernő | A kereszténység eredetének története | 7 kötet      | Dick Manó Kiadása | Budapest             | 1928             | |
| 2890                                                              | Szántó Konrád | A katolikus egyház története | 3 kötet      | Ecclesia Könyvkiadó | Budapest             | 1987             | |
| 2880                                                              | Katschthaler János | Katschthaler János Katholikus ágazatos hittana | 6 kötet      | Szent István Társulat | Budapest             | 1896–1899        | |
| 2874                                                              | Korizmics László, Benkő D. és Morócz István                                                                                                | Mezei gazdaság könyve | 6 kötet      | Herz J. (Gazdasági egylet.) | Pest                 | 1855–1868        | |
| 2866                                                              | szerk. Schack Béla | A magyar kereskedő könyve | 4 kötet      | Révai Testvérek Irodalmi Intézet Rt. | Budapest             | 1907–1911        | |
| 2847                                                              | több szerző | Magyar vasúttörténet | 7 kötet      | Közlekedési Dokumentációs Kft. | Budapest             | 1999             | |
| 2835                                                              | Györffy György | Az Árpád-kori Magyarország történeti földrajza | 4 kötet      | Akadémiai Kiadó | Budapest             | 1987–1998        | |
| 2802                                                              | több szerző | Magyar kódex | 6 kötet      | Kossuth Kiadó | Budapest             | 1991–2001        | |
| 2800                                                              | több szerző | Művek lexikona | 3 kötet      | Magyar Nagylexikon Kiadó Zrt. | Budapest             | 2008             | |
| 2781                                                              | Szeremlei Sámuel | Hódmezővásárhely története | 5 kötet      | „kiadja a város közönsége” | Budapest             | 1900–1912        | |
| 2766                                                              | szerk. Szekfű Gyula | Egyetemes történet | 4 kötet      | Magyar Szemle kiadása | Budapest             | 1937             | |
| 2718                                                              | Mommsen Tivadar | A rómaiak története | 8 kötet      | Franklin Társulat | Budapest             | 1874–1877        | |
| 2638                                                              | Bedő Albert | A magyar állam erdőségeinek gazdasági és kereskedelmi leirása | 4 kötet      | Földművelésügyi Minisztérium | Budapest             | 1896             | |
| 2622                                                              | (szerk.) Bangha Béla – Ijjas Antal | A keresztény egyház története | 8 kötet      | Pázmány Péter Irodalmi Társaság | Budapest             | 1937–1941        | |
| 2580                                                              | Duncker Miksa | Az ókor története | 4 kötet      | Franklin Társulat | Budapest             | 1876–1878        | |
| 2577,                                                             | Reizner János | Szeged története | 5 kötet      | Kiadja Szeged sz. kir. város közönsége                                                                                                  | Szeged               | 1893–1901        | |
| 2569,                                                             | Sobó Jenő | Erdészeti építéstan (Középítéstan, Út-, vasút- és hidépítéstan) | 3 kötet      | Joerges Ágost özvegy és Fia könyvnyomdája                                                                                               | Selmecbánya          | 1898–1900        | |
| 2543                                                              | szerk. Halász Sándor és Mandello Gyula | Közgazdasági lexikon | 3 kötet      | Pallas Irodalmi és Nyomdai Részvénytársaság                                                                                             | Budapest             | 1898–1901        | |
| 2512                                                              | szerk. Lándor Tivadar | A nagy háború írásban és képben | 7 kötet      | Athenaeum Irodalmi és Nyomdai Rt. | Budapest             | 1915–1926        | |
| 2482                                                              | Hettinger Ferenc | A kereszténység védelme | 5 kötet      | Érsek-Lyceumi Könyvnyomda | Eger                 | 1883–1884        | |
| 2440                                                              | (szerk.) Kelety Károly | Hivatalos jelentés a budapesti 1885. évi országos általános kiállitásról                                                                                             | 4 kötet      | Grill Károly | Budapest             | 1886             | |
| 2439                                                              | Benedek Elek | Magyar mese- és mondavilág | 5 kötet      | Athenaeum | Budapest             | 1894–1896        | |
| 2402                                                              | szerk.: Pecz Vilmos | Ókori lexikon | 2 kötet      | Franklin Irodalmi és Nyomdai Rt. | Budapest             | 1902–1904        | |
| 2354,                                                             | több szerző | A magyar mezőgazdasági szakirodalom könyvészete | 5 kötet      | Mezőgazdasági Könyv- és Folyóiratkiadó Vállalat                                                                                         | Budapest             | 1934–1961        | |
| 2351                                                              | Gudenus János József | A magyarországi főnemesség XX. századi genealógiája | 5 kötet      | Magyar Mezőgazdasági Kiadó Kft. | Budapest             | 1990–1999        | |
| 2349                                                              | Palugyay Imre | Magyarország történeti, földirati s állami legújabb leírása | 4 kötet      | Heckenast Gusztáv kiadása | Pest                 | 1852–1855        | |
| 2332                                                              | több szerző | Új magyar irodalmi lexikon | 3 kötet      | Akadémiai Kiadó | Budapest             | 1994             | |
| 2330                                                              | Gyárfás István | A jászkunok története | 4 kötet      | Szilády K. | Kecskemét            | 1870–1885        | |
| 2325                                                              | Toldy Ferenc | A magyar költészet kézikönyve a mohácsi vésztől a jelenkorig, vagyis az utóbbi negyedfél század kitünőbb költői életrajzokban és jellemző mutatványokban feltüntetve | 5 kötet      | Franklin Társulat | Budapest             | 1876             | |
| 2322                                                              | több szerző | Magyarország történelme, földje, népe, élete, gazdasága, irodalma, művészete Vereckétől napjainkig                                                                   | 5 kötet      | Franklin Irodalmi és Nyomdai Rt. | Budapest             | 1929             | |
| 2316                                                              | Lázár Gyula | Angolország történelme | 4 kötet      | Szabó Ferencz | Temesvár             | 1892–1893        | |
| 2310,                                                             | Tóth Béla, Beznák Aladár | A magyar anekdotakincs | 6 kötet      | Singer és Wolfner | Budapest             | 1899–1903        | |
| 2297                                                              | Gracza György | Az 1848–49-iki Magyar Szabadságharcz Története | 5 kötet      | Lampel R. Könyvkereskedése (Wodianer F. és fiai) Részvénytársaság                                                                       | Budapest             | 1894–1898        | |
| 2245                                                              | Hunfalvy János | Egyetemes földrajz | 3 kötet      | Athenaeum | Budapest             | 1884–1890        | |
| 2324                                                              | több szerző | Katolikus lexikon | 4 kötet      | Magyar Kultúra | Budapest             | 1931–1933        | |
| 2245                                                              | több szerző | A mai világ képe | 4 kötet      | Királyi Magyar Egyetemi Nyomda | Budapest             | 1938             | |
| 2175                                                              | főszerk. Bartha Dénes | Zenei lexikon | 2 kötet      | Zeneműkiadó Vállalat | Budapest             | 1965             | |
| 2175                                                              | Warga Lajos | A keresztény egyház története | 3 kötet      | A magyar ref. egyház kiadása | Sárospatak           | 1880–1887        | 3., Zoványi Jenő által kiegészített kiadás. |
| 2170                                                              | Nagy Antal | Hitelemzés példákban | 3 kötet      | Szüts és társa | Ószőny               | 1876–1886        | 1. kötet 2. kiadásával. |
| 2163                                                              | Zalka János, Zsihovics Ferenc, Debreczeni János                                                                                            | Szentek élete | 5 kötet      | Érseki lyceum | Eger                 | 1859–1876        | |
| 2124                                                              | Márki Sándor, Marczali Henrik | Egyetemes és hazai történelem | 6 kötet      | Athenaeum Irodalmi és Nyomdai Részvénytársulat                                                                                          | Budapest             | 1912             | A Műveltség Könyvtára c. sorozatban is megjelentek a kötetek. |
| 2104                                                              | Weber György (Georg Weber) | A világtörténet tankönyve | 5 kötet      | Heckenast Gusztáv kiadása | Pest                 | 1865–1869        | |
| 2098                                                              | Sándor Pál | A filozófia története | 3 kötet      | Akadémiai Kiadó | Budapest             | 1965             | |
| 2085                                                              | Kerékgyártó Árpád Alajos | Magyarország történetének kézikönyve | 7 kötet      | Heckenast Gusztáv kiadása | Pest                 | 1867–1874        | |
| 2069                                                              | Leroy-Beaulieu P. | Pénzügytan | 4 kötet      | Magyar Tudományos Akadémia | Budapest             | 1879–1880        | |
| 2058                                                              | Bodon József – Szalay József | A magyar nemzet története | 4 kötet      | Lampel Róbert | Budapest             | 1895–1898        | Baróti Lajos által átdolgozott, 2. kiadás. |
| 2054                                                              | Lázár Gyula | Az orosz birodalom története | 4 kötet      | Ráth Mór | Temesvár, Budapest   | 1890–1891        | |
| 2054                                                              | Márki Sándor | II. Rákóczi Ferenc | 3 kötet      | Magyar Történelmi Társulat | Budapest             | 1907–1910        | A Magyar Történeti Életrajzok sorozat része. |
| 2023                                                              | Hugo Riemann – Heinz Alfred Brockhaus | Zenei lexikon | 2 kötet      | Zeneműkiadó Vállalat | Budapest             | 1985             | |
| 2012                                                              | több szerző | Pedagógiai lexikon | 4 kötet      | Akadémiai Kiadó | Budapest             | 1977–1979        | |
| 1988                                                              | több szerző | Magyar Pedagógiai Lexikon | 2 kötet      | Révai Irodalmi Intézet | Budapest             | 1934             | |
| 1978                                                              | főszerk.: Benedek Marcell | Magyar irodalmi lexikon | 3 kötet      | Akadémiai Kiadó | Budapest             | 1963–1965        | |
| 1978                                                              | Hunfalvy János | A Magyar Birodalom természeti viszonyainak leirása | 3 kötet      | Emich Gusztáv kiadása | Pest                 | 1863–1865        | |
| 1974                                                              | több szerző | A magyar család aranykönyve | 3 kötet      | Athenaeum Irodalmi és Nyomdai Rt. | Budapest             | 1909–1911        | > |
| 1963                                                              | több szerző | A Föld felfedezői és meghódítói | 5 kötet      | Révai Irodalmi Intézet | Budapest             | 1938             | |
| 1945                                                              | több szerző | Erdély története | 3 kötet      | Akadémiai Kiadó | Budapest             | 1987             | |
| 1936                                                              | szerk. Wekerle László | Kis lexikon | 2 kötet      | Pallas Irodalmi és Nyomdai Részvénytársaság                                                                                             | Budapest             | 1887             | |
| 1934                                                              | szerk. Schöpflin Aladár | Magyar színművészeti lexikon | 4 kötet      | Országos Színészegyesület és Nyugdíjintézete                                                                                            | Budapest             | 1929–1931        | |
| 1900                                                              | több szerző | Könyvtárosok kézikönyve | 5 kötet      | Osiris Kiadó | Budapest             | 2003             | |
| 1900                                                              | Lamartine | A girondiak története | 10 kötet     | Pfeifer F. kiadása | Pest                 | 1865             | |
| 1894                                                              | Szerk.: Szász József | Politikai Magyarország | 4 kötet      | Anonymus Történelmi Könyvkiadó Vállalat                                                                                                 | Budapest             | 1912–1914        | |
| 1885                                                              | Horváth Mihály | Magyarország függetlenségi harcának története 1848 és 1849-ben | 3 kötet      | Puky Miklós | Genf                 | 1865             | |
| 1865                                                              | több szerző | Magyar Nagylexikon – Kronológia | 2 kötet      | Magyar Nagylexikon Kiadó Zrt. | Budapest             | 2006             | Egyesek a Magyar nagylexikon 20–21. kötetének tekintik. |
| 1862                                                              | Matlekovits Sándor | Magyarország államháztartásának története | 2 kötet      | Grill Károly | Budapest             | 1894             | |
| 1860                                                              | Karcsú Antal Arzén | Vácz város története | 9 kötet      | Mayer Sándor | Vác                  | 1880–1888        | |
| 1854                                                              | több szerző | A magyarság néprajza | 4 kötet      | Királyi Magyar Egyetemi Nyomda | Budapest             | 1937             | |
| 1839                                                              | szerk. Zigány Árpád | Tolnai: A világháború története | 5 kötet      | Athenaeum Irodalmi és Nyomdai Rt. | Budapest             | 1915–1920        | |
| 1839                                                              | több szerző | Magyar föld, magyar faj | 4 kötet      | Királyi Magyar Egyetemi Nyomda | Budapest             | 1936–1938        | |
| 1825                                                              | Karcsú Antal Arzén | A római pápák történelme Szent Pétertől korunkig | 8 kötet      | Bába I. | Szeged               | 1869–1871        | |
| 1821                                                              | Lehoczky Tivadar | Beregvármegye monographiája | 3 kötet      | Polacsek M. | Ungvár               | 1881–1882        | |
| 1815                                                              | Benedek Elek | Nagy Magyarok Élete | 13 kötet     | Athenaeum Irodalmi és Nyomdai R.-T. | Budapest             | 1905–1913        | |
| 1812                                                              | Bocsor István | Magyarország történelme különös tekintettel a jogfejlésre | 4 kötet      | Petrik G. | Kolozsvár            | 1861–1869        | |
| 1811                                                              | szerk. Ráth György | Az iparművészet könyve | 3 kötet      | Athenaeum Irodalmi és Nyomdai Rt. | Budapest             | 1902–1912        | |
| 1808                                                              | D. Nisard | A franczia irodalom története | 4 kötet      | Magyar Tudományos Akadémia | Budapest             | 1878–1880        | |
| 1805                                                              | Taine Hippolit Adolf | Az angol irodalom története | 4 kötet      | Magyar Tudományos Akadémia | Budapest             | 1881–1885        | |
| 1797                                                              | Lewes György Henrik | A philosophia története | 3 kötet      | Magyar Tudományos Akadémia | Budapest             | 1876–1878        | |
| 1773                                                              | Weber Gyula | A pápaság története | 11 kötet     | Lauffer Vilmos kiadása | Pest                 | 1871–1872        | |
| 1771                                                              | | A századelő irodalma | 3 kötet      | Magyar Napló Kiadó | Budapest             | 2017             | |
| 1762                                                              | Domanovszky Endre | A bölcsészet története | 4 kötet      | Athenaeum | Budapest             | 1870–1890        | |
| 1760                                                              | szerk. Dézsi Lajos | Világirodalmi lexikon | 3 kötet      | Studium Kiadó | Budapest             | 1931–1933        | |
| 1757                                                              | szerk. Szabó Ferenc | A legujabb kor története. I. Napoleon bukásától III. Napoleon bukásáig. 1815–1871                                                                                    | 4 kötet      | Tettey és társa | Budapest             | 1880             | |
| 1733                                                              | Hornyik János | Kecskemét város története, oklevéltárral | 4 kötet      | Gallia F. | Kecskemét            | 1860–1866        | |
| 1722                                                              | szerk. Schack Béla | Révai Kereskedelmi, Pénzügyi és Ipari Lexikona | 4 kötet      | Révai Testvérek | Budapest             | 1929–1931        | |
| 1699                                                              | Kiss Sándor, Wojtilla Gyula, Mohay András, Nagy Emília                                                                                     | A világ nyelvei | 1 kötet      | Akadémiai Kiadó | Budapest             | 1999, 2000       | |
| 1683                                                              | szerk. Koroknai Ákos – Sudár Kornélia | A főváros tömegközlekedésének másfél évszázada | 3 kötet      | Budapesti Közlekedési Vállalat | Budapest             | 1987             | |
| 1681                                                              | Horváth Mihály | Huszonöt év Magyarország történetéből | 3 kötet      | Puky M. | Genf                 | 1868             | 2. kiadás |
| 1674                                                              | Garamszeghy Lubrich Ágoston | Neveléstudomány | 4 kötet      | Tettey és társa | Budapest             | 1878             | 3. kiadás |
| 1656                                                              | Balics Lajos | A római katholikus egyház története Magyarországban | 2 kötet      | Szent István Társulat | Budapest             | 1885–1890        | |
| 1655                                                              | Rupp Jakab | Magyarország helyrajzi története fő tekintettel az egyházi intézetekre                                                                                               | 3 kötet      | Akadémiai Kiadó | Pest, majd Budapest  | 1870–1876        | |
| 1650,                                                             | Marczali Henrik | Magyarország története II. József korában | 3+1 kötet    | | Budapest             | 1882–1888        | Tárgymutató kötettel. |
| 1642                                                              | szerk. David Drystal | Cambridge enciklopédia | 2 kötet      | Maecenas Könyvkiadó | Budapest             | 1997             | 1 kötetes formában is megjelent. |
| 1620                                                              | Acsády Ignác | A magyar birodalom története | 2 kötet      | Athenaeum Irodalmi és Nyomdai Részvénytársulat                                                                                          | Budapest             | 1903–1904        | |
| 1620                                                              | szerk. Lajta Edit – Putnoky Istvánné – Ábel Péter                                                                                          | Új filmlexikon | 2 kötet      | Akadémiai Kiadó | Budapest             | 1978             | |
| 1620                                                              | szerk. Beöthy Zsolt | A művészetek története | 3 kötet      | Lampel R. Könyvkereskedése (Wodianer F. és fiai) Részvénytársaság                                                                       | Budapest             | 1906–1912        | |
| 1612                                                              | szerk. Malonyai Dezső | A magyar nép művészete | 5 kötet      | Franklin Irodalmi és Nyomdai Rt. | Budapest             | 1907–1922        | |
| 1608                                                              | Verebély Tibor | Sebészklinikai előadások | 4 kötet      | Magyar Orvosi Könyvkiadó Társulat Főbizományos Eggenberger-féle Könyvkereskedés (Rényi Károly)                                          | Budapest             | 1930–1934        | A A Magyar Orvosi Könyvkiadó Társulat Könyvtára című sorozatban jelent meg. |
| 1566                                                              | Kenyeres Balázs | Törvényszéki orvostan | 3 kötet      | Magyar Orvosi Könyvkiadó Társulat Főbizományos Eggenberger-féle Könyvkereskedés (Rényi Károly)                                          | Budapest             | 1909–1911        | A A Magyar Orvosi Könyvkiadó Társulat Könyvtára című sorozatban jelent meg. |
| 1556                                                              | Rapaics Rajmund | Egyetemes egyháztörténelem | 3 kötet      | Érseki Lyceum | Budapest             | 1879–1886        | |
| 1551                                                              | Berzeviczy Albert | Az absolutizmus kora Magyarországon, 1849-1865 | 4 kötet      | Franklin Társulat | Budapest             | 1922–1937        | |
| 1549                                                              | Farkas Pál, Adorján Andor és Seress László                                                                                                 | Forradalom és császárság | 8 kötet      | Singer és Wolfner Irodalmi Intézet Rt.                                                                                                  | Budapest             | 1913–1914        | |
| 1543                                                              | szerk. Schütz Antal | Szentek élete az év minden napjára | 4 kötet      | Szent István Társulat | Budapest             | 1932–1933        | |
| 1539                                                              | Laczkó Krisztina, Mártonfi Attila | Helyesírás | 1 kötet      | Osiris | Budapest             | 2004, 2005, 2006 | |
| 1525,                                                             | Széchy Károly | Gróf Zrínyi Miklós 1620-1664 | 5 kötet      | Magyar Történelmi Társulat | Budapest             | 1896–1903        | A Magyar Történeti Életrajzok sorozat keretén belül jelent meg. |
| 1517 ,                                                            | Lubrich Ágost | A nevelés történelme | 3 kötet      | Lampel R. | Budapest             | 1874–1878        | |
| 1516                                                              | Kosáry Domokos | Bevezetés a magyar történelem forrásaiba és irodalmába | 3 kötet      | Bibliotheca Kiadó | Budapest             | 1951–1958        | |
| 1498                                                              | Pokoly József | Az erdélyi református egyház története | 5 kötet      | Kókai Lajos | Budapest             | 1904–1905        | |
| 1496                                                              | Kozák Péter | Ki kicsoda a magyar sportéletben? | 3 kötet      | Babits Kiadó | Szeged               | 1995             | |
| 1491                                                              | Fraknói Vilmos | Pázmány Péter és kora | 3 kötet      | Ráth Mór Kiadása | Pest                 | 1868–1872        | |
| 1488                                                              | Bársony Ferenc | Sobri Jóska, a XIX-ik század leghíresebb rablóvezérének élete és kalandjai                                                                                           | 92 füzet     | Seemann Ödön Kiadása | Budapest             | 1900 körül       | |
| 1478                                                              | több szerző | A Napkelet lexikona | 2 kötet      | Magyar Irodalmi Társaság | Budapest             | 1927             | |
| 1466                                                              | szerk. Borovszky Samu | A Nagy Francia Forradalom és Napoleon | 5 kötet      | Országos Monográfia Társaság | Budapest             | 1911             | |
| 1462                                                              | szerk. Karádi Ilona | A XX. század krónikája | 1 kötet      | Officina Nova | Budapest             | 1994             | |
| 1457                                                              | Fraknói Vilmos | Magyarország egyházi és diplomáciai összeköttetése a római Szentszékkel                                                                                              | 3 kötet      | Szent István Társulat | Budapest             | 1900–1903        | |
| 1457,                                                             | I. Tóth Zoltán, Kemény G. Gábor, Katus László                                                                                              | Magyar történeti bibliográfia 1825-1867 | 4 kötet      | Akadémiai Kiadó | Budapest             | 1950–1959        | |
| 1456                                                              | Gebhardi Lajos Albert (Ludwig Albrecht Gebhardi)                                                                                           | Magyarország históriája | 3 kötet      | Trattner Mátyás | Pest                 | 1803–1818        | |
| 1455                                                              | Rézbányay József | Az egyházi szónoklat egyetemes története | 3 kötet      | Szerző kiadása | Pécs                 | 1904–1908        | |
| 1427                                                              | Pethe Ferenc | Pallérozott mezei gazdaság | 3 kötet      | Szísz Antal Jósef–Belnay–Nemzetigazda-hivatal                                                                                           | Sopron–Pozsony–Bécs  | 1805–1814        | |
| 1427                                                              | több szerző | Orvos a családban | 10 kötet     | Tolnai Nyomdai Műintézet és Kiadóvállalat Rt.                                                                                           | Budapest             | 1937             | |
| 1360                                                              | Trócsányi Zoltán | Magyar régiségek és furcsaságok | 6 kötet      | Dante Kiadás | Budapest             | 1924–1928        | |
| 1356                                                              | Kornis Gyula | A lelki élet | 3 kötet      | Magyar Tudományos Akadémia | Budapest             | 1917–1919        | |
| 1356                                                              | szerk. Beöthy Zsolt – Badics Ferenc | A magyar irodalom története | 2 kötet      | Athenaeum Irodalmi és Nyomdai Rt. | Budapest             | 1893–1895        | |
| 1349                                                              | szerk. Szabolcsi Bence és Tóth Aladár | Zenei lexikon | 2 kötet      | Győző Andor kiadása | Budapest             | 1931             | |
| 1341                                                              | Ferenczi Zoltán | Deák élete | 3 kötet      | Magyar Tudományos Akadémia | Budapest             | 1904             | |
| 1327                                                              | Scherr János | A világirodalom története | 3 kötet      | Benkő György kiadása | Budapest             | 1885–1891        | |
| 1327                                                              | Brück Henrik | A keresztény egyháztörténelem kézikönyve | 3 kötet      | Tettey és társa | Budapest             | 1877             | |
| 1327                                                              | főszerk. Kende István | Fejlődő országok lexikona | 1 kötet      | Akadémiai Kiadó | Budapest             | 1973             | |
| 1324                                                              | Alzog János | Egyetemes egyházi történelem | 3 kötet      | Érseki Lyceum | Eger                 | 1857–1860        | |
| 1289                                                              | Chobot Ferenc | Jézus Krisztus egyházának története | 3 kötet      | Szent István Társulat | Budapest–Rákospalota | 1907             | |
| 1281                                                              | Kőváry László | Erdély történelme | 6 kötet      | Stein J. | Kolozsvár            | 1859–1876        | |
| 1263,                                                             | Csapodi Csaba | Bibliotheca Hungarica | 3 kötet      | Magyar Tudományos Akadémia | Budapest             | 1988–1994        | |
| 1258 Archiválva 2021. október 21-i dátummal a Wayback Machine-ben | Kornis Gyula | A magyar művelődés eszményei 1777-1848 | 2 kötet      | Királyi Magyar Egyetemi Nyomda | Budapest             | 1927             | |
| 1257                                                              | Roth Gyula | Erdőműveléstan | 3 kötet      | Röttig-Romwalter, Mezőgazdasági Kiadó                                                                                                   | Sopron–Budapest      | 1935–1953        | |
| 1256                                                              | Csaplár Benedek | Révai Miklós élete | 4 kötet      | Aigner L. | Budapest             | 1881–1889        | |
| 1252                                                              | Karcsú Antal Arzén | A szerzetes rendek egyetemes történelme | 5 kötet      | Bartalits I. | Pest                 | 1867             | |
| 1245                                                              | Szilasy János | A lelkipásztorság tudománya | 3 kötet      | A királyi magyar egyetem | Buda                 | 1842             | |
| 1244                                                              | Somosi János | Keresztyén hittudomány | 2 kötet      | Nádaskay András | Sárospatak           | 1836–1838        | |
| 1223                                                              | szerk. Bodo Harenberg | Az emberiség krónikája | 1 kötet      | Officina Nova | Budapest             | 1999             | |
| 1213                                                              | szerk. Hajós Zoltán | Magyar nemzetgazdasági enciklopédia | 3 kötet      | Magyar nemzetgazdasági enciklopédia | Budapest             | 1934–1935        | |
| 1187                                                              | n. a. | Az Országos Széchényi Könyvtár magyar nyelvű újkori kötetes kéziratainak katalógusa                                                                                  | 3 kötet      | Magyar Tudományos Akadémia | Budapest             | 1956             | |
| 1186                                                              | Lányi Károly | Lányi Károly magyar egyháztörténelme | 2 kötet      | Horák E. | Esztergom            | 1866–1869        | |
| 1169+                                                             | szerk. Mezőfi Vilmos és Elek Sándor | Évezredek története | 11 kötet     | A Szabad Szó és a Képes Világlap közös kiadása                                                                                          | Budapest             | 1913–1918        | 3 kötet pontos terjedelme nem ismert. |
| 1164                                                              | Albert Stöckl | A bölcselet története | 2 kötet      | Lyceum | Eger                 | 1882             | |
| 1154                                                              | Pilch Jenő | A hírszerzés és kémkedés története | 3 kötet      | Franklin Irodalmi és Nyomdai Rt. | Budapest             | 1936             | |
| 1140                                                              | Dedek Crescens Lajos | Szentek élete | 2 kötet      | Pallas Irodalmi és Nyomdai Rt. | Budapest             | 1900             | |
| 1140                                                              | Karácsonyi János | Békésvármegye története | 3 kötet      | Dobay János könyvnyomdája | Gyula                | 1896             | |
| 1139                                                              | több szerző | A magyar munkásmozgalmi sajtó bibliográfiája 1848-1948 | 4 kötet      | Magyar Munkásmozgalmi Intézet | Budapest             | 1959             | |
| 1128                                                              | Sziklay János | A katholikus Magyarország 1001–1901 | 2 kötet      | Stephaneum Nyomtató Műintézet | Budapest             | 1902             | |
| 1122                                                              | Kornis Gyula | Tudomány és társadalom | 2 kötet      | Franklin-Társulat | Budapest             | 1944             | |
| 1109                                                              | Ferenczi Zoltán | Petőfi életrajza | 3 kötet      | Franklin-Társulat Magyar Irod. Intézet és Könyvnyomda                                                                                   | Budapest             | 1896             | |
| 1099                                                              | több szerző | Színészeti lexikon | 2 kötet      | Győző Andor Kiadása | Budapest             | 1930             | |
| 1077                                                              | Matthäus Vogel | Szentek élete | 4 kötet      | Szent István Társulat | Budapest             | 1908–1911        | 2. kiadás |
| 1050                                                              | H. G. Wells – Julian Huxley – George Philip Wells                                                                                          | Az élet csodái | 3 kötet      | Pantheon-kiadás | Budapest             | 1928             | |
| 1024                                                              | Bodnár Zsigmond | A magyar irodalom története | 2 kötet      | Singer és Wolfner | Budapest             | 1891–1893        | Állítólag a 3. kötetéből is elkészült egy rész. |
| 1021                                                              | Benedek Elek | A magyar nép múltja és jelene | 2 kötet      | Athenaeum Irodalmi és Nyomdai Részvénytársulat                                                                                          | Budapest             | 1898             | |
| 1013                                                              | több szerző | Csongrád megye évszázadai | 3 kötet      | Csongrád Megyei Tanács V. B. Művelődési Osztálya                                                                                        | Szeged               | 1987             | |
| 1005                                                              | Makkai Ádám (főszerkesztő) | A csodaszarvas nyomában : a legszebb ezer vers költészetünk nyolc évszázadából                                                                                       | 1 kötet      | Tinta | Budapest             | 2002             | |
| 1000,                                                             | Novák László | A nyomdászat története | 7 kötet      | Szerzői magánkiadás | Budapest             | 1927–1928        | |

## Egyéb művek
A fentieken kívül vannak egyéb, vélelmezhetően 1000 oldal feletti terjedelmű művek, amelyeknek adatai azonban nem mindig elérhetőek.
| Szerző                                   | Cím                                                                 | Kötetszám | Kiadó                                        | Megjelenési hely    | Megjelenési idő | Megjegyzés |
| ---------------------------------------- | ------------------------------------------------------------------- | --------- | -------------------------------------------- | ------------------- | --------------- | ---------- |
| (szerk.:) Wilheim András, Székely András | A magyar flóra és vegetáció rendszertani-növényföldrajzi kézikönyve | 7 kötet   | Akadémiai Kiadó                              | Budapest            | 1964–1985       |            |
| (főszerk.:) Kőszeghy Péter               | Magyar Művelődéstörténeti Lexikon                                   | 13 kötet  | MAMÜL                                        | Budapest            | 2003–2012       |            |
| Angyal Pál                               | A magyar büntetőjog kézikönyve                                      | 21 kötet  |                                              | Budapest            | 1927–1944       |            |
| Bánlaky József                           | A magyar nemzet hadtörténelme                                       | 24 kötet  | Grill Károly Könyvkiadó Vállalat             | Budapest            | 1928–1942       |            |
| szerk. Lóczy Lajos                       | A Balaton tudományos tanulmányozásának eredményei                   | 13 kötet  | Magyar Földrajzi Társaság Balaton-Bizottsága | Budapest            | 1911–1920       |            |
| Áldásy Antal                             | A Magyar Nemzeti Múzeum Könyvtárának címeres levelei                | 8 kötet   |                                              | Budapest            | 1904–1942       |            |
| Forster Gyula                            | Az ingó műemlékek                                                   | 8 kötet   |                                              | Budapest            | 1893            |            |
| Nagy Imre, Nagy Iván, Véghely Dezső      | A zichi és vásonkeői gróf Zichy-család idősb ágának okmánytára      | 12 kötet  |                                              | Pest, majd Budapest | 1871–1931       |            |
| Szűcs István                             | Szabad királyi Debreczen város történelme                           | 3 kötet   |                                              | Debrecen            | 1871            |            |

## Szakirodalom
- Szabó Károly: Az 1531-től 1711-ig megjelent magyar nyomtatványok könyvészeti kézikönyve, Budapest, 1879
- Szabó Károly: Az 1473–1711-ig megjelent nem magyar nyelvű hazai nyomtatványok jegyzéke, Budapest, 1885
- Szabó Károly – Hellebrant Árpád: A magyar szerzőktől külföldön 1480-tól 1711-ig megjelent nem magyar nyelvű nyomtatványok könyvészeti kézikönyve, Budapest, 1896
- Szabó Károly – Hellebrant Árpád: A magyar szerzőktől külföldön 1480-tól 1711-ig megjelent nem magyar nyelvű nyomtatványok könyvészeti kézikönyve, Budapest, 1898
- Sztripszky Hiador: Adalékok Szabó Károly munkájának I–II. kötetéhez. Pótlások és igazítások, Budapest, 1912
- Petrik Géza: Magyarország bibliographiája 1712–1860 (I–IV.), Budapest, 1888–1892
- Petrik Géza: Jegyzéke az 1860–1875. években megjelent magyar könyvek- és folyóiratoknak, Budapest, 1885
- Kiszlingstein Sándor: Magyar könyvészet 1876–1885, Budapest, 1890
- Petrik Géza: Magyar Könyvészet 1886–1900 (I–II.), Budapest, 1913
- Petrik Géza és Barcza Imre: Az 1901–1910. években megjelent magyar könyvek, folyóiratok, atlaszok és térképek összeállítása a tudományos folyóiratok repertóriumával (I–II.), Budapest, 1917–1928
- Kozocsa Sándor: Magyar könyvészet 1911–1920 (I–II.), Budapest, 1939–1942
- Régi Magyarországi Nyomtatványok-sorozat:
  - Régi Magyarországi Nyomtatványok I. 1473–1600, Budapest, 1971
  - Régi Magyarországi Nyomtatványok II. 1601–1635, Budapest, 1983
  - Régi Magyarországi Nyomtatványok III. 1636–1655, Budapest, 2000
  - Régi Magyarországi Nyomtatványok IV. 1656–1670, Budapest, 2012

## Egyéb bibliográfiák
- Magyar bibliográfiák listája